# Мілош Бернатайтис
Мілош Бернатайтис  (пол. Miłosz Bernatajtys, 30 травня 1982) — польський веслувальник, олімпійський медаліст.

## Виступи на Олімпіадах
| Олімпіада  | Дисципліна                              | Місце |
| ---------- | --------------------------------------- | ----- |
| Пекін 2008 | легка четвірка розстібна без стернового | 2     |